# 4337 Arecibo
4337 Arecibo este un asteroid din centura principală, descoperit pe 14 aprilie 1985 de Edward Bowell.